# Munamizoa maculata
Munamizoa maculata là một loài bọ cánh cứng trong họ Cerambycidae.